# Ophiogomphus cecilia
Espèce
Statut de conservation UICN

 LC  : Préoccupation mineure
Ophiogomphus cecilia, l'ophiogomphe serpentin ou gomphe serpentin, est une espèce d'odonates du sous-ordre des anisoptères (ou libellules au sens strict) et qui fait partie de la famille des Gomphidae.

## Dénominations
Actuellement, Ophiogomphus cecilia (Geoffroy in Fourcroy, 1785)

### Synonymes
- Libellula cecilia Geoffroy in Fourcroy, 1785
- Ophiogomphus serpentinus (Charpentier, 1825)
- Ophiogomphus bellicosus Vorontsovskii, 1906

## Répartition
Existe en France et en Italie sous forme de populations isolées, plus abondant de l'Allemagne à l'Europe de l'Est, jusqu'à la Finlande au nord et jusqu'à la Roumanie au sud.

## Habitat
Ce gomphe héliophile vit de préférence au bord d'eaux calmes et claires bien oxygénées, dans un milieu bien diversifié et peu perturbé.

## Statut
Cette espèce est fortement menacée par les modifications écologiques naturelles et encore plus par les modifications écologiques dues aux activités humaines.
En effet, cet insecte est très affecté par la pollution des eaux (due aux activités agricoles, urbaines, industrielles et touristiques) et par diverses agressions d'origines anthropiques telles que : les extractions de granulats, les marnages excessifs, le ressac dû aux embarcations à moteur ou encore la rectification des berges (avec déboisement).
Ainsi, le gomphe serpentin est classé « Préoccupation mineure » sur la Liste Rouge mondiale et « Vulnérable » sur la Liste Rouge française.
Il est inscrit aux Annexes II et IV de la Directive « Habitats-Faune-Flore » et à l'Annexe II de la convention de Berne, si bien qu'il est strictement protégé dans les pays signataires (dont bien entendu la France).
En Europe centrale, après s'être raréfié, il serait en expansion depuis 1990 au point de devenir commun localement.
Il a été observé pour la première fois à Neerpelt dans le nord de la Belgique en juillet 2015.